# Friedrich A. Paneth
Friedrich Adolf Paneth (Viena, 31 de agosto de 1887 – Maguncia, 17 de septiembre de 1958) fue un químico británico de origen austríaco. En su época fue considerado la mayor autoridad en la química de los hidruros
volátiles, aunque también hizo importantes contribuciones en el estudio de la estratosfera.

## Vida y carrera científica
Friedrich Paneth era hijo del fisiólogo Joseph Paneth y fue educado, al igual que sus tres hermanos, en la fe protestante, aunque sus padres eran de origen judío. Asistió a la escuela Schotten, de gran renombre en la ciudad de Viena. Realizó estudios de química en la Universidad de Viena y, tras trabajar con Adolf von Baeyer en la Universidad de Múnich, se doctoró en 1910 bajo la supervisión de Zdenko Hans Skraup en el Departamento de Química Orgánica de la Universidad de Viena.
Tras doctorarse, abandonó el campo de la química orgánica y en 1912 entró en el grupo de Stefan Meyer, en el Instituto para la Investigación del Radio de Viena. En 1913, visitó a los profesores Frederick Soddy en la Universidad de Glasgow y Ernest Rutherford en la Universidad de Mánchester. En ese mismo año, Paneth contrajo matrimonio con Else Hartmann, con quien tuvo dos hijos. Tras su habilitación como profesor en 1913, se convirtió en asistente de Otto Hönigschmid en la Universidad Carolina de Praga. Desde 1919 hasta 1933, fue profesor en varias universidades alemanas: Universidad de Hamburgo en 1919, Universidad de Berlín en 1922 y Universidad de Königsberg en 1929.
En 1927, Paneth y Kurt Peters publicaron los resultados obtenidos durante el estudio de la transformación del hidrógeno en helio, un proceso conocido en la actualidad como fusión fría. Posteriormente, ambos científicos se retractaron de dichos resultados, admitiendo que el helio detectado en sus experimentos procedía del presente en la atmósfera terrestre.
Cuando Hitler ascendió al poder en 1933, Paneth se encontraba impartiendo un ciclo de conferencias en el Reino Unido y decidió no
regresar a Alemania. En 1939 consiguió un puesto de profesor en la Universidad de Durham, donde permaneció hasta su jubilación en
1953.
En ese mismo año, se le ofreció dirigir el Instituto Max Planck de Química en Maguncia, puesto que aceptó y que
significó su regreso a Alemania. Allí fundó el Departamento de Cosmoquímica, donde se dedicó al estudio químico de
los meteoritos. Trabajó en este instituto hasta su muerte, acaecida en 1958.
Paneth fue elegido miembro de la Royal Society en 1947.

## Eponimia
- El cráter lunar Paneth lleva este nombre en su memoria.[3]
- En su honor también fue nombrado un mineral, la panethita.